# 관곡초등학교
관곡초등학교는 대한민국 경기도 용인시 기흥구에 있는 공립 초등학교이다.

## 학교 연혁
- 1999.01.15 관곡초등학교 설치(조례 2792호)
- 2002.03.01 관곡초등학교 개교(11학급)
- 2014.09.01 제6대 김대웅 교장 부임
- 2015.02.13 제13회 졸업식(57명)
- 2015.03.01 13학급 편성(특수학급 포함)